# Naturschutzgebiet Jägers Weinberg
Das Naturschutzgebiet Jägers Weinberg mit einer Größe von 25,36 ha liegt südlich von Willingen bzw. südwestlich von Usseln im Landkreis Waldeck-Frankenberg. Das Naturschutzgebiet (NSG) wurde 1979 ausgewiesen. Das NSG liegt innerhalb des Naturparks Diemelsee. Das NSG grenzt im Westen direkt an das Naturschutzgebiet Alter Hagen bei Willingen.

## Name
Der ungewöhnliche Name ist vermutlich auf die historische Nutzung zurückzuführen. Das Gebiet, welches zu Usseln gehörte, war die am weitesten entfernte landwirtschaftliche Nutzfläche mit Schafbeweidung und Mahd. Der Berg wurde im dortigen Dialekt zunächst Witterberg (= weit entfernter Berg) genannt. Der Name Witterberg änderte sich in Weinberg und der Zusatz Jägers ist auf einen früheren Grundstücksbesitzer zurückzuführen.

## Gebietsbeschreibung
Bei NSG handelt es sich um ein Moorgebiet mit Birkenbruchwald. Im Birkenbruchwald befinden sich lichte Bestände der Moorbirke (vermutlich Bastard mit der Hängebirke), mit bizarr geformten Bäumen mit oft mehrstämmigem Wuchs. Am südwestlichen Rand des Birkenbruchwald steht ein kleiner Bestand der Karpaten-Birke. In den Moospolstern findet man Sumpf-Veilchen, Fieberklee, Sumpfblutauge. Die Gewöhnliche Moosbeere hat hier ihr letztes Vorkommen in Waldeck-Frankenberg. In trockeneren Randbereichen des Moorbirken-Waldes gibt es Vorkommen von Wald-Hainsimse und Europäischer Siebenstern.

## Schutzzweck
Laut Naturschutzgebiets-Ausweisung wurde das Gebiet wegen seiner Bedeutung für die Botanik als Naturschutzgebiet ausgewiesen. Wie bei allen Naturschutzgebieten in Deutschland wurde in der Schutzausweisung darauf hingewiesen, dass das Gebiet „wegen der Seltenheit, besonderen Eigenart und Schönheit des Gebietes“ zum Naturschutzgebiet wurde.